# Agustina Livia Pietrantoni
Santa Agustina Pietrantoni (1864-1894) fue una religiosa italiana, asesinada por uno de los enfermos de los que se ocupaba.

## Infancia y vocación
Olivia Pietrantoni nació en Tívoli, Italia el 27 de marzo de 1864, en una familia rural, siendo la segunda hija de la numerosa familia. Era piadosa y su Primera Comunión en 1876 fue para ella una revelación. Tenía que secundar a sus padres en las tareas cotidianas, así como a sus hermanos y hermanas. Paralelamente, a los 7 años junto con otros niños transportaba costales de piedras y arena para la construcción de la ruta de Orvinio a Poggio Moiano, y a los 12, se dedicaba a la recolección de aceitunas. Trabajaba duramente.
Decidió dar toda su vida a Cristo y entrar en religión, rechazando pretendientes a pesar de la insistencia de su madre para que eligiera y a pesar de los sarcasmos que escuchaba a su alrededor que la acusaban de falta de coraje para hacer su trabajo y por escoger una solución perezosa. En 1886 partió a Roma con un tío sacerdote para seguir su vocación e ingresar en una orden religiosa.

## Vocación y misión
A la edad de 22 años, ingresa en Roma con las Religiosas de la Caridad fundadas por Jeanne-Antide Thouret. Toma el nombre de Agustina y se encargara desde ese momento de cuidar a los niños del hospital del Espíritu Santo, después se ocupará de los tuberculosos.
El clima de la época no era favorable a la religión. Los crucifijos habían sido prohibidos en el hospital, las religiosas de Santa Agustina (Livia) Pietrantoni no son perseguidas por su popularidad, pero no les está permitido hablar de religión a los pacientes. Aun con este ambiente poco propicio, sor Agustina toma su rol con devoción y un inmenso coraje sostenido por la confianza en la Virgen María.
Algunos enfermos eran violentos y amenazaban a las religiosas que les atendían. Era el caso de Joseph Romanelli, cuyo comportamiento le había valido que el director estuviera en su contra. No es seguro que sobre el director se haya vengado, pero a sor Agustina la insulta y afirma que un día la matará.
La apuñala el 13 de noviembre de 1894 y ella muere teniendo tiempo de perdonarlo y orar por él.

## Citas
- De Juan Pablo II, el lunes 19 de abril de 1999, a los peregrinos que asistieron a la canonización: «Dijo a sus enfermos, incurables, exasperados y difíciles de curar: «En ellos sirvo a Jesucristo... me siento inflamada de caridad por todos, lista a afrontar cualquier sacrificio, aun de derramar mi sangre por la caridad». El sacrificio supremo de sangre será el sello definitivo de su vida, que está enteramente basado en el amor a Dios y a sus hermanos».